# Catajapyx
Catajapyx es un género de Diplura en la familia Japygidae.

## Especies
- Catajapyx aquilonaris (Silvestri, 1931)
- Catajapyx confusus (Silvestri, 1929)
- Catajapyx ewingi Fox, 1941
- Catajapyx jeanneli Silvestri, 1934
- Catajapyx propinquus Silvestri, 1948
- Catajapyx singularis Pagés, 1983